# Obchodník s deštěm
Obchodník s deštěm (The Rainmaker) je divadelní hra amerického spisovatele Nathaniela Richarda Nashe, napsaná na počátku 50. let. Původně byla napsána jako scénář pro The Philco Television Playhouse, pořad televize NBC. Hra bývá řazena mezi nejlepší americké divadelní hry. Odehrává se na americkém Západě a tematizuje probouzející se ženství mladé Lízy, konfrontované se dvěma protikladnými muži – jedním z nich je právě titulní „obchodník s deštěm“, lhář a snílek Billy Starbuck. V českém překladu byla hra poprvé vydána v roce 1957 v nakladatelství Orbis v překladu Milana Lukeše. V českých divadlech bylo uvedeno na čtyřicet inscenací.

## Okolnosti vzniku
Hra měla zásadní vliv pro kariéru Nathaniela R. Nashe, právě díky ní se proslavil. Nash psal dramata již od roku 1940, když opustil kariéru akademického filosofa, a pronikl na Broadway, byť jeho úspěchy byly střídavé. Po úspěchu Obchodníka s deštěm, a zejména jeho filmové adaptace o dva roky později se autor finančně zabezpečil. Jeho následující hry byly méně úspěšné, Obchodník s deštěm však zůstával zdrojem zisků, také proto, že jej v roce 1963 Nash přepracoval na muzikál jménem 110 stupňů ve stínu (110 in the Shade).

## České překlady
- 1957 Obchodník s deštěm,  Milan Lukeš
- 2003 Obchodník s deštěm,  Jiří Josek

## Obsah
Jakožto romantická komedie či veselohra se Obchodník s deštěm skládá ze tří dějství. Ačkoli příběh působí chronologicky, je poskládán z několika paralelních, gradujících dějových linek. Ve středu pozornosti stojí postava šarlatána, který se toulá po venkově a jehož příběh má ukázat, že i iluze jako takové mohou utěšit člověka, a nakonec mohou i vést ke skutečnému poznání reality.
Příběh se odehrává během jednoho letního dne (večera a noci) v době sucha ve Spojených státech amerických, konkrétně ve farmářských usedlostech na Západě. Teplota stoupá, zvířata pomalu umírají. Všichni čekají na déšť, což je ústřední motiv celé knihy. Výrazným opakujícím se motivem se stávají také krystalky v rádiu. V textu se objevují také tabuizovaná témata a scény, například žena kouřící cigarety na veřejnosti či vůbec postava emancipované, vzdělané ženské hrdinky, takže text je někdy chápán jako rané feministické dílo. Kerry Reid pro Chicago Tribune shrnul hru jako zachycení velmi americké snahy vybalancovat pragmatismus a idealismus.

### I. dějství
V prvním jednání hovoří mladí muži o tancovačce z minulé noci. Paralelně s tím se rozkrývá, co se včerejší noc stalo Líze a co Lízu skutečně trápí – tedy fakt, že je stále neprovdaná. Otec Curry vymyslí, že dceru provdá za zástupce šerifa Fila. Líza odmítá, aby jí rodina dohazovala manžela.
Druhé jednání přibližuje vztahy na policejní stanici. Šerif podněcuje Fila, aby si našel ženu, a když odejde, je File telefonicky upozorněn na nebezpečného zločince jménem Tornado Johnson. Zástupce pak navštíví Curryovi, aby mu dohodili Lízu, a dojde k potyčce a hádce. Při ní vyjde najevo, že File není vdovec – jeho žena jej opustila. Později do domu Curryových přichází Bill Starbuck a tvrdí, že umí přivolat déšť. Otce Curryho nabídka zaujme a přes vlastní nedůvěru a varování synů Billovi zaplatí.

### II. dějství
V prvním jednání Bill rozdmýchává rozepři uvnitř rodiny Curryů. Jim a otec se Billova „umění“ zastávají, Líza a Jonáš Billovi nedůvěřují a peníze chtějí zpět. Pod záminkou nejrůznějších úkolů vyšle Bill všechny vyšle ven, aby mohl být s Lízou sám. Neúspěšně se ji snaží okouzlit a zaútočí na její ženství. Druhé jednání tvoří scéna, kdy mají šerif a File pocit, že se vše kolem nich elektrizuje.
Ve třetím jednání se Jim s Jonášem zmocní Billovy knihy o počasí v automobilu Billa, aby dokázali déšť přivolat sami. Líza si po zážitku s Billem vezme do hlavy, že se musí chovat víc jako žena, aby nezůstala starou pannou. Začne koketovat s Filem, to však šerifova zástupce přiměje k odchodu. Jonáš s Jimem se pak poperou, neboť Jonáš tvrdí, že jeho sestra je ošklivá. Ve čtvrtém jednání se Bill přiznává Líze, že se původně jmenoval jinak, Smith. Snaží se jí zvýšit sebevědomí, přesvědčí ji, aby třikrát řekla, že je krásná, a políbí ji.

### III. dějství
V prvním jednání přiznává Jim románek se Snookie a zasnoubení. Do domu přichází šerif s Filem, hledají jistého Tornada Johnsona alias Billiho Harmony alias Billa Smitha. Ve druhém jednání se Bill svěřuje Líze, že je lhář, darebák a podvodník. Líza odpovídá, že podle ní Bill žije ve snech, dvojice však spolu přesto chce zůstat.
Líza se dozvídá, že si šerif se zástupcem přišli pro Billa. S pomocí otce a Jima se snaží muže zákona přesvědčit, že hledaný již uprchl, avšak Bill poté do místnosti vstoupí. Snaží se o útěk a nabízí Líze, ať jde s ním. V tu chvílí se odhodlá také File a ženu přesvědčuje, aby zůstala. Líza se rozhodne nechat Billa odejít, současně však zabrání mužům, aby jej pronásledovali. Hra končí příchodem deště.

## Styl
Dialogy hry jsou napsány převážně nespisovným jazykem, který je do češtiny převeden v podobě obecné češtiny („Dobrýtro!“ či „To bych řek!“). Text je prokládán scénickými poznámkami, a to jak kratšími, tak i detailně popisnými a charakterizačními. Často se opakuje promluva „Proč Líza nevstane a nejde nám udělat snídani, táto?“ a „Nech ji spát. V noci toho moc nenaspala.“ Bill Starbuck mluví pseudoodborně a používá magické formule, například „Cumulo-nimbis! Nimbulo-cumulus!“

## Postavy
V textu se běžně zmiňují osoby, o kterých je pouze vyprávěno, ale na scénu nikdy nevstoupí, například Snookie, teta Iva, strýc Ned či synovec Petr. Tyto postavy bývají dokonce velmi detailně popisovány jak z hlediska charakteru, tak i vzhledu. Nejvýraznější takovouto postavou je Snookie Maguirová, volnomyšlenkářská žena, která je některými muži obdivovaná, jinými kritizovaná a pomlouvaná. Pro broadwayský muzikál 110 stupňů ve stínu (1963), který z dramatu vychází, byla postava Snookie do děje připsána, a příběh je proto mnohem doslovnější.
Líza Curryová je sedmadvacetiletá žena, dobrá hospodyně, dcera a sestra s jasně definovanou rolí v životě. Působí divošsky, emancipovaně, není tudíž muži vnímána jako krásná. Zaplete se s Billem, který ji však dodá ztracenou odvahu i ženskost, posléze se však rozhodne s „obchodníkem s deštěm“ neodejít. Ve hře vystupuje jako klíčová postava a celý příběh bývá vnímán jako příběh jejího dospívání. Od pozice ženy, která se obává, že nikdy nebude milována, dospívá Líza až k pozici ženy, která získala ve věcech lásky to nejcennější, možnost volby – a to včetně volby zůstat nakonec sama, bude-li si to přát.
Bill Starbuck, skutečným jménem Smith, je snílek, chvástavý a prolhaný muž, nosí s sebou hůlku a klobouk. Nikdo jej nezná. Zničehonic se zjeví u Curryových a nabízí, že za úplatu přivolá déšť. Užívá pseudoodborný jazyk: „Elektrisovat studenou frontu. Magnetisovat okluse na obloze.“ Má románek s Lízou a probudí její ženské sebevědomí. Když na konci prchá, je patrné, že Lízu měl skutečně rád, a nabízí jí, aby se k němu na útěku přidala. Jedná se o typickou postavu období literární avantgardy, kdy se postavy tuláka, loupežníka a kouzelníka spojily do jediné postavy – do dobrodruha-světoběžníka, svůdce, mystifikátora. Podle Nashovy hry se takové osoby někdy označují právě jako „obchodník s deštěm“.
File je zástupcem šerifa na Třech vršcích, zamlklý a inteligentní muž. Již šest let žije bez manželky, která od něj odešla. Na konci přesvědčuje Lízu, aby neodcházela s Billem, a když se žena rozhodne zůstat, usmějí se na sebe.

## Divadelní provedení
Premiéra hry proběhla na prknech newyorského divadla Cort Theatre 28. října 1954. Mezi lety 1954 až 1972 patřila mezi nejčastěji hraná dramata.
- 1984  Obchodník s deštěm, Divadlo na Vinohradech, překlad: Milan Lukeš, režie: František Štěpánek, v titulní roli: Svatopluk Skopal
- 2008  Obchodník s deštěm, Divadlo na Vinohradech, překlad: Jiří Josek, režie: Martin Stropnický, v titulní roli: Filip Blažek
- 2021  Obchodník s deštěm, Divadlo na Vinohradech, překlad: Jiří Josek, režie: Juraj Deák, v titulní roli: Marek Lambora

## Filmové zpracování
V roce 1956 hra získala filmovou podobu. Billa hrál Burt Lancaster a roli Lízy Katharine Hepburnová, které v té době bylo padesát let. Scénář k filmu psal opět Nash. Ačkoli scénář k filmu musel být oproti divadelní předloze zkrácen, je adaptace považována za kvalitní.